# Örmény uralkodók házastársainak listája

Az Örmény Királyság címere 1226-tól 1375-ig

Az örmény uralkodók házastársainak listáját tartalmazza az alábbi táblázat 884-től 1045-ig és 1199-től 1375-ig.

## Első középkori Örmény Királyság Karsz, majd 961-től Ani székhellyel

### Bagratuni-dinasztia, 884–1045
| Képe | Címere | Neve                        | Apja                                                                                   | Születése | Házassága | Uralkodói hitvessé válása                | Uralkodói hitvesi terminus vége | Halála | Házastársa           |
| ---- | ------ | --------------------------- | -------------------------------------------------------------------------------------- | --------- | --------- | ---------------------------------------- | ------------------------------- | ------ | -------------------- |
| –    |        | Kotramide királyné          | N. N.                                                                                  | 825 körül | ?         | 884. augusztus 26. férje királlyá válása | 890 férje halála                | ?      | I. (Nagy) Asot       |
| –    |        | Hacseni Mária királyné      | I. Izsák Szevada, Hacsen, Gardman és Alba hercege                                      | ?         | 917       | 917                                      | 928 férje halála                | ?      | II. (Vas) Asot       |
| –    |        | Taói N. királyné            | II. Gurgen, Tao hercege                                                                | ?         | ?         | 928 férje királlyá válása                | 937                             | 937    | I. Abbasz            |
| –    |        | Hoszrovanus királyné        | N. N.                                                                                  | ?         | ?         | 951 férje királlyá válása                | 977 férje halála                | 981    | III. (Irgalmas) Asot |
| –    |        | Sziuniai Kotramide királyné | VI. Vaszak, Sziunia királya                                                            | ?         | ?         | 989 férje királlyá válása                | 1020 férje halála               | ?      | I. Gagik             |
| –    |        | Argüré N. királyné          | Baszileusz Argürosz lánya és III. Rómanosz bizánci császár unokahúga (Argürosz család) | ?         | ?         | 1020 férje királlyá válása               | ?                               | ?      | III. Szempad         |
| –    |        | Bagratuni N. királyné       | Abbasz örmény társkirály, III. Szempad öccse (Bagratuni-dinasztia)                     | ?         | ?         | ?                                        | 1041 férje halála               | ?      | III. Szempad         |
| –    |        | Arcruni N. királyné         | Dávid, Vaszpurakan címzetes királya                                                    | ?         | ?         | 1041 férje királlyá válása               | 1045 férje trónfosztása         | ?      | II. Gagik            |
| Képe | Címere | Neve                        | Apja                                                                                   | Születése | Házassága | Uralkodói hitvessé válása                | Uralkodói hitvesi terminus vége | Halála | Házastársa           |

## Második középkori Örmény Királyság, Kis-Örményország Kilikiában Szisz székhellyel

### Rupen-ház, 1199–1252
| Képe | Címere | Neve                                    | Apja                                                                   | Születése                       | Házassága | Uralkodói hitvessé válása | Uralkodói hitvesi terminus vége                                         | Halála                                        | Házastársa                                |
| ---- | ------ | --------------------------------------- | ---------------------------------------------------------------------- | ------------------------------- | --- | --- | ----------------------------------------------------------------------- | --------------------------------------------- | ----------------------------------------- |
| –    |        | Antiochiai Izabella királyné            | N., Szibilla antiochiai hercegné (III. Bohemond felesége) testvére     | ?                               | 1188. február 3. – 1189. február 4. | 1199. január 6. férje királlyá válása | 1206 válás                                                              | 1207 volt férje meggyilkoltatta               | I. Leó                                    |
| –    |        | Lusignan Szibilla királyné              | Imre iure uxoris jeruzsálemi király és ciprusi király (Lusignan-ház)   | 1198/1199/1200 október/november | 1210. január 28./1211. január 27. | 1210. január 28./1211. január 27. | 1219. május 2. férje halála                                             | 1225 után                                     | I. Leó                                    |
| –    |        | Lusignan Helvis ifjabb királyné         | Imre iure uxoris jeruzsálemi király és ciprusi király (Lusignan-ház)   | 1190 körül                      | 1210 | 1211. augusztus 15. férje ifjabb királlyá válása | 1216 után                                                               | 1216 után                                     | I. (Poitiers) Rupen Rajmund ifjabb király |
| –    |        | Antiochiai Fülöp iure uxoris király     | IV. Bohemond antiochiai fejedelem (Poitiers-ház)                       | 1203                            | 1221. január 25./1222. január 24. Házasságkötése révén Fülöp elnyerte a iure uxoris királyi címet és társuralkodói rangra emelkedett felesége mellett. 1222. június koronázása | 1221. január 25./1222. január 24. Házasságkötése révén Fülöp elnyerte a iure uxoris királyi címet és társuralkodói rangra emelkedett felesége mellett. 1222. június koronázása | 1225 feleségének jövendő apósa megmérgeztette                           | 1225 feleségének jövendő apósa megmérgeztette | I. Izabella (Zabel)                       |
|      |        | I. (Barbaroni) Hetum iure uxoris király | Barbaroni Konstantin örményországi régens (Szaven-Pahlavuni-dinasztia) | 1215                            | 1226. május 14. Házasságkötése révén Hetum elnyerte a iure uxoris királyi címet és társuralkodói rangra emelkedett felesége mellett. 1226. június 14., Szisz koronázása        | 1226. május 14. Házasságkötése révén Hetum elnyerte a iure uxoris királyi címet és társuralkodói rangra emelkedett felesége mellett. 1226. június 14., Szisz koronázása        | 1252. január 23. Felesége halálát követően Hetum egyeduralkodóvá válik. | 1270. október 28.                             | I. Izabella (Zabel)                       |
| Képe | Címere | Neve                                    | Apja                                                                   | Születése                       | Házassága | Uralkodói hitvessé válása | Uralkodói hitvesi terminus vége                                         | Halála                                        | Házastársa                                |

### Szaven-Pahlavuni-dinasztia hetumida ága, 1226–1341
| Képe | Címere | Neve                                         | Apja                                                                                     | Születése  | Házassága                                          | Uralkodói hitvessé válása                          | Uralkodói hitvesi terminus vége                                                 | Halála                                                                          | Házastársa  |
| ---- | ------ | -------------------------------------------- | ---------------------------------------------------------------------------------------- | ---------- | -------------------------------------------------- | -------------------------------------------------- | ------------------------------------------------------------------------------- | ------------------------------------------------------------------------------- | ----------- |
|      |        | I. Izabella (Zabel) király nem volt királyné | I. Leó örmény király (Rupen-ház)                                                         | 1212/13    | 1226. május 24.                                    | 1226. május 24.                                    | 1252. január 23. Izabella (Zabel) halálát követően férje egyeduralkodóvá válik. | 1252. január 23. Izabella (Zabel) halálát követően férje egyeduralkodóvá válik. | I. Hetum    |
|      |        | Lamproni Küra Anna királyné                  | IV. Hetum lamproni úr (Szaven-Pahlavuni-dinasztia)                                       | ?          | 1262. január 15./1263. január 14.                  | 1269 férje trónra lépte                            | 1285. augusztus 9.                                                              | 1285. augusztus 9.                                                              | II. Leó     |
| –    |        | Lusignan Margit királyné                     | III. Hugó ciprusi király (Lusignan(-Poitiers)-ház)                                       | 1276 körül | 1288. január 9.                                    | 1293 férje trónra lépte                            | 1294 férje trónfosztása                                                         | 1296                                                                            | I. Torosz   |
| –    |        | Ilhanida N. királyné                         | N., Gazan perzsa ilhán rokona (Ilhanida-dinasztia)                                       | ?          | 1297                                               | 1297                                               | 1298 férje trónfosztása                                                         | ?                                                                               | IV. Szempad |
| –    |        | Lusignan Mária királyné                      | Lusignan Amalrik ciprusi régens (Lusignan(-Poitiers)-ház)                                | 1293/94    | 1305/06 házasságkötése 1306. július 30. koronázása | 1305/06 házasságkötése 1306. július 30. koronázása | 1307. november 7. férje meggyilkolása                                           | 1309. október 10. után                                                          | III. Leó    |
| –    |        | Korikoszi Izabella királyné                  | Hetum, a Történetíró, Korikosz ura (Szaven-Pahlavuni-dinasztia)                          | ?          | ?                                                  | 1308 férje trónra lépte                            | 1310. április 3/13.                                                             | 1310. április 3/13.                                                             | I. Osin     |
| –    |        | Anjou-Tarantói Johanna (Irén) királyné       | I. Fülöp tarantói herceg, címzetes konstantinápolyi latin császár ((Harmadik) Anjou-ház) | 1297       | 1316. február                                      | 1316. február                                      | 1320. július 20. férje meggyilkolása                                            | 1323. március                                                                   | I. Osin     |
| –    |        | Korikoszi Aliz királyné                      | Osin, Korikosz ura, Örményország régense (Szaven-Pahlavuni-dinasztia)                    | 1309 körül | 1321. augusztus 10. pápai diszpenzáció             | 1321. augusztus 10. pápai diszpenzáció             | 1329                                                                            | 1329                                                                            | IV. Leó     |
| –    |        | Aragóniai Konstancia királyné                | II. Frigyes szicíliai király (Barcelonai-ház)                                            | 1306       | 1331. december 29.                                 | 1331. december 29.                                 | 1341. augusztus 28. férje meggyilkolása                                         | 1344. június 19. után                                                           | IV. Leó     |
| Képe | Címere | Neve                                         | Apja                                                                                     | Születése  | Házassága                                          | Uralkodói hitvessé válása                          | Uralkodói hitvesi terminus vége                                                 | Halála                                                                          | Házastársa  |

### Lusignan-dinasztia örmény ága, 1342–1344
| Képe | Címere | Neve                           | Apja                          | Születése  | Házassága | Uralkodói hitvessé válása        | Uralkodói hitvesi terminus vége        | Halála                | Gyermekei                           | Házastársa     |
| ---- | ------ | ------------------------------ | ----------------------------- | ---------- | --------- | -------------------------------- | -------------------------------------- | --------------------- | ----------------------------------- | -------------- |
| –    |        | Szürgiannaina Teodóra királyné | Szürgiannész János bizánci úr | 1300 körül | 1330/32   | 1342. október férje trónra lépte | 1344. november 17. férje meggyilkolása | 1347. június 30./1349 | 1. Lusignan Izabella 2. Lusignan N. | II. Konstantin |
| Képe | Címere | Neve                           | Apja                          | Születése  | Házassága | Uralkodói hitvessé válása        | Uralkodói hitvesi terminus vége        | Halála                | Gyermekei                           | Házastársa     |

### Szaven-Pahlavuni-dinasztia neghiri ága, 1344–1362/63 és 1365–1368
| Képe | Címere | Neve                     | Apja                                                                  | Születése | Házassága  | Uralkodói hitvessé válása | Uralkodói hitvesi terminus vége                 | Halála    | Gyermekei                      | Házastársa      |
| ---- | ------ | ------------------------ | --------------------------------------------------------------------- | --------- | ---------- | ------------------------- | ----------------------------------------------- | --------- | ------------------------------ | --------------- |
| –    |        | Korikoszi Mária királyné | Osin, Korikosz ura, Örményország régense (Szaven-Pahlavuni-dinasztia) | 1321      | 1340 körül | 1344 férje trónra lépte   | 1362. december 21./1363. január 3. férje halála | 1377/1405 | 1. Neghiri Leó 2. Neghiri Osin | III. Konstantin |
| Képe | Címere | Neve                     | Apja                                                                  | Születése | Házassága  | Uralkodói hitvessé válása | Uralkodói hitvesi terminus vége                 | Halála    | Gyermekei                      | Házastársa      |

### Lusignan-dinasztia ciprusi ága, 1368–1369
| Képe | Címere | Neve                        | Apja                                      | Születése | Házassága        | Uralkodói hitvessé válása      | Uralkodói hitvesi terminus vége      | Halála             | Gyermekei                                           | Házastársa |
| ---- | ------ | --------------------------- | ----------------------------------------- | --------- | ---------------- | ------------------------------ | ------------------------------------ | ------------------ | --------------------------------------------------- | ---------- |
| –    |        | Aragóniai Eleonóra királyné | I. Péter ribagorçai gróf (Barcelonai-ház) | 1333      | 1353. szeptember | 1368 férje királlyá választása | 1369. január 16. férje meggyilkolása | 1417. december 26. | 1. II. Péter 2. Lusignan Margit 3. Lusignan Eschiva | I. Péter   |
| Képe | Címere | Neve                        | Apja                                      | Születése | Házassága        | Uralkodói hitvessé válása      | Uralkodói hitvesi terminus vége      | Halála             | Gyermekei                                           | Házastársa |

### Szaven-Pahlavuni-dinasztia neghiri ága, 1369–1373
| Képe | Címere | Neve                  | Apja                                          | Születése | Házassága | Uralkodói hitvessé válása | Uralkodói hitvesi terminus vége   | Halála    | Gyermekei     | Házastársa     |
| ---- | ------ | --------------------- | --------------------------------------------- | --------- | --------- | ------------------------- | --------------------------------- | --------- | ------------- | -------------- |
| –    |        | Oghruy Mária királyné | Osin, Oghruy ura (Szaven-Pahlavuni-dinasztia) | ?         | 1369      | 1369                      | 1373. március férje meggyilkolása | 1377 után | nem születtek | IV. Konstantin |
| Képe | Címere | Neve                  | Apja                                          | Születése | Házassága | Uralkodói hitvessé válása | Uralkodói hitvesi terminus vége   | Halála    | Gyermekei     | Házastársa     |

### Lusignan-dinasztia örmény ága, 1374–1375
| Képe | Címere | Neve                     | Apja                                               | Születése | Házassága        | Uralkodói hitvessé válása                                                         | Uralkodói hitvesi terminus vége      | Halála               | Gyermekei                                      | Házastársa |
| ---- | ------ | ------------------------ | -------------------------------------------------- | --------- | ---------------- | --------------------------------------------------------------------------------- | ------------------------------------ | -------------------- | ---------------------------------------------- | ---------- |
| –    |        | Soissons Margit királyné | Soissons János, Famagusta bírája (Soissons család) | 1345/50   | 1369. május/1372 | 1374. április 2. férje királlyá választása 1374. szeptember 14., Szisz koronázása | 1375. április 15. férje trónfosztása | 1379/1381. július 4. | Második házasságából V. Leótól: Lusignan Mária | V. Leó     |
| Képe | Címere | Neve                     | Apja                                               | Születése | Házassága        | Uralkodói hitvessé válása                                                         | Uralkodói hitvesi terminus vége      | Halála               | Gyermekei                                      | Házastársa |